# Municipio de Tofte
El municipio de Tofte (en inglés: Tofte Township) es un municipio ubicado en el condado de Cook en el estado estadounidense de Minnesota. En el año 2010 tenía una población de 249 habitantes y una densidad poblacional de 0,59 personas por km².

## Geografía
El municipio de Tofte se encuentra ubicado en las coordenadas 47°46′5″N 90°50′31″O / 47.76806, -90.84194. Según la Oficina del Censo de los Estados Unidos, el municipio tiene una superficie total de 421.04 km², de la cual 400,67 km² corresponden a tierra firme y (4,84 %) 20,37 km² es agua.

## Demografía
Según el censo de 2010, había 249 personas residiendo en el municipio de Tofte. La densidad de población era de 0,59 hab./km². De los 249 habitantes, el municipio de Tofte estaba compuesto por el 94,38 % blancos, el 0,4 % eran de otras razas y el 5,22 % eran de una mezcla de razas. Del total de la población el 1,61 % eran hispanos o latinos de cualquier raza.